# Meigenia nitida
Meigenia nitida är en tvåvingeart som beskrevs av Robineau-desvoidy 1830. Meigenia nitida ingår i släktet Meigenia och familjen parasitflugor.
Artens utbredningsområde är Frankrike. Inga underarter finns listade i Catalogue of Life.